# Costa Ártabra
Costa Ártabra este o arie protejată (arie specială de conservare — SAC, sit de importanță comunitară — SCI) din Spania întinsă pe o suprafață de 7.545,87 ha, din care 11 % marine.

## Localizare
Centrul sitului Costa Ártabra este situat la coordonatele 43°43′05″N 7°57′17″W / 43.7181°N 7.9548°V.

## Înființare
Situl Costa Ártabra a fost declarat sit de importanță comunitară în decembrie 1997 pentru a proteja 8 specii de plante și 62 de specii de animale. Situl a fost protejat și ca arie specială de conservare în martie 2014.

## Biodiversitate
Situată în ecoregiunile atlantică și marină Atlantică, aria protejată conține 43 de habitate naturale: Dune mobile de-a lungul țărmului cu Ammophila arenaria („dune albe”), Bancuri de nisip acoperite în permanență slab de apă marină, Recifuri, Pajiști uscate europene, Mlaștini alcaline, Roci stâncoase cu vegetație pionieră de Sedo-Scleranthion sau Sedo albi-Veronicion dillenii, Turbării de acoperire (* exclusiv pentru turbării active), Faleze cu vegetație de pe coastele atlantice și baltice, Dune cu tufărișuri sclerofile Cisto-Lavenduletalia, Peșteri marine scufundate complet sau parțial, Matorral arborescenți cu Laurus nobilis, Mlaștini turboase de tranziție și turbării mișcătoare, Depresiuni pe substraturi de turbă de Rhynchosporion, Liziere de ierburi înalte hidrofile de câmpie și de nivel montan până la alpin, Depresiuni intradunale umede, Vegetație anuală la limita mareei, Terase mlăștinoase și terase nisipoase neacoperite de apă la reflux, Turbării active, Estuare, Pajiști umede atlantice temperate cu Erica ciliaris și Erica tetralix, Tufărișuri halofile mediteraneene și termo-atlantice (Sarcocornetea fruticosi), Dune cu vegetație ierboasă Malcolmietalia, Lacuri eutrofice naturale cu vegetație de tip Magnopotamion sau Hydrocharition, Dune mobile cu vegetație embrionară, Pajiști uscate atlantice de coastă cu Erica vagans, Pseudostepă cu ierburi și specii anuale de Thero-Brachypodietea, Fânețe de joasă altitudine (Alopecurus pratensis, Sanguisorba officinalis), Golfuri mici largi și golfuri puțin adânci, Izvoare petrifiante cu formare de travertin (Cratoneurion), Pajiști cu Molinia pe soluri calcaroase, turboase sau argilos-nămoloase (Molinion caeruleae), Păduri de stejar galițio-portugheze cu Quercus robur și Quercus pyrenaica, Pajiști umede mediteraneene cu ierburi înalte de Molinio-Holoschoenion, Mlaștini calcaroase cu Cladium mariscus și specii de Caricion davallianae, Pășuni atlantice udate de apa mării (Glauco-Puccinellietalia maritimae), Salicornia și alte specii anuale care populează regiunile mlăștinoase și nisipoase, Dune de coastă fixe cu vegetație erbacee („dune gri”), Cursuri de apă de la nivel de câmpie la nivel montan, cu vegetație Ranunculion fluitantis și Callitricho-Batrachion, Lagune de coastă, Pante stâncoase silicioase cu vegetație casmofită, Peșteri inaccesibile publicului, Grohotișuri termofile și vest-mediteraneene, Păduri pe pante, grohotișuri și ravene de Tilio-Acerion, Păduri aluvionare cu Alnus glutinosa și Fraxinus excelsior (Alno-Padion, Alnion incanae, Salicion albae).
La baza desemnării sitului se află mai multe specii protejate:
- plante (8): Centaurea borjae, Culcita macrocarpa, Festuca brigantina, Omphalodes littoralis, Rumex rupestris, Sphagnum pylaesii, Trichomanes speciosum, Woodwardia radicans
- păsări (47): pescăruș albastru (Alcedo atthis), rață pitică (Anas crecca), rață mare (Anas platyrhynchos), rață pestriță (Anas strepera), fâsă de pădure (Anthus spinoletta), stârc cenușiu (Ardea cinerea), stârc roșu (Ardea purpurea), pietruș (Arenaria interpres), rață-cu-cap-castaniu (Aythya ferina), rața moțată (Aythya fuligula), Calidris alba, fugaci de țărm (Calidris alpina), Calidris canutus, caprimulg (Caprimulgus europaeus), prundăraș de sărătură (Charadrius alexandrinus), prundaș gulerat mare (Charadrius hiaticula), chirighiță neagră (Chlidonias niger), șerpar (Circaetus gallicus), erete de stuf (Circus aeruginosus), erete vânăt (Circus cyaneus), erete cenușiu (Circus pygargus), șoim călător (Falco peregrinus), lișiță (Fulica atra), cufundar polar (Gavia arctica), cufundar mare (Gavia immer), cufundar mic (Gavia stellata), scoicar (Haematopus ostralegus), Hydrobates pelagicus, stârc pitic (Ixobrychus minutus), Larus michahellis, sitar de mal nordic (Limosa lapponica), ciocârlie de pădure (Lullula arborea), Numenius phaeopus, viespar (Pernis apivorus), Phalacrocorax aristotelis, cormoran mare (Phalacrocorax carbo), Phalacrocorax carbo sinensis, bătăuș (Philomachus pugnax), ploier auriu (Pluvialis apricaria), ploier argintiu (Pluvialis squatarola), cresteț pestriț (Porzana porzana), Pyrrhocorax pyrrhocorax, chiră mică (Sterna albifrons), chiră de baltă (Sterna hirundo), chiră de mare (Sterna sandvicensis), silvie de tufiș (Sylvia undata), nagâț (Vanellus vanellus)
- amfibieni (2): Chioglossa lusitanica, Discoglossus galganoi
- mamifere (6): Galemys pyrenaicus, vidră de râu (Lutra lutra), liliac comun (Myotis myotis), liliacul mare cu potcoavă (Rhinolophus ferrumequinum), liliacul mic cu potcoavă (Rhinolophus hipposideros), delfin mare (Tursiops truncatus)
- nevertebrate (5): Coenagrion mercuriale, Elona quimperiana, fluturele auriu (Euphydryas aurinia), Geomalacus maculosus, rădașcă (Lucanus cervus)
- reptile (2): Iberolacerta monticola, Lacerta schreiberi

Pe lângă speciile protejate, pe teritoriul sitului au mai fost identificate 2 specii de păsări, 2 specii de amfibieni, 2 specii de mamifere, 3 specii de reptile.